# Cassiano Branco

Cineteatro Éden, Lisboa, 2ª proposta, 1930

Cassiano Viriato Branco (São José, Lisboa, 13 de agosto de 1897 — São Mamede, Lisboa, 24 de abril de 1970) foi um arquiteto português. É um dos mais importantes arquitetos da primeira metade do Século XX em Portugal.
Pertence ao grupo notável – que inclui Pardal Monteiro, Cottinelli Telmo, Carlos Ramos, Cristino da Silva ou Jorge Segurado –, que protagonizou a viragem modernista da arquitetura portuguesa.
Vivendo acima de tudo da encomenda privada, a sua obra, vasta e multifacetada, inclui projetos visionários nunca realizados e obras de referência da primeira modernidade nacional. Edifícios de sua autoria como o Éden (sobretudo a 2ª proposta, não construída), o Hotel Vitória e o Coliseu do Porto, são exemplos de construções de grande escala urbana "que confirmam as potencialidades plásticas e o modo como Cassiano, o mais inventivo, espetacular e cosmopolita modernista da sua geração, soube integrar o contributo das vanguardas artísticas europeias".

## Biografia / Obra

Costa da Caparica, Praia Atlântico, pormenor da solução urbanística, 1930

Cassiano Branco nasceu na freguesia de São José, em Lisboa, na Rua do Telhal, 51, em 13 agosto de 1897, tendo sido batizado nessa freguesia a 8 de dezembro de 1897. Era o único filho de Maria da Assunção Viriato, natural de Castelo de Vide (freguesia de Santa Maria da Devesa), e do barbeiro Cassiano José Branco, mais tarde industrial, natural de Alcácer do Sal (freguesia de Santa Maria do Castelo).
Frequentou a escola primária, hoje desaparecida, que se localizava entre a Calçada da Glória e as Escadinhas do Duque, Lisboa; aí conheceu Ávila do Amaral, futuro engenheiro e seu colaborador. Inscreve-se na Escola de Belas-Artes de Lisboa em 1912 mas interrompe o curso dois anos mais tarde, insatisfeito com o ensino praticado. Frequenta o ensino Técnico-Industrial. Em paralelo com a frequência das aulas trabalha na gestão de uma pequena fábrica (com o pai) e, mais tarde, no Banco Lisboa & Açores.
A 29 de dezembro de 1917, casou civilmente em Lisboa com Maria Elisa Domingues Soares (São José, Lisboa, c. 1895 – São Mamede, Lisboa, 6 de fevereiro de 1963), doméstica, filha do espanhol Miguel Domingues Soares, natural de Madrid (freguesia de San Cristóbal), e de Maria de Jesus Alves, doméstica, natural da Sertã (freguesia de Troviscal). No ano seguinte nasce a sua única filha.
Conclui o ensino Técnico-Industrial em 1919. Nesse ano viaja até Paris e Bruxelas. Em 1921 visita Amsterdão e reingressa na Escola de Belas-Artes (termina o curso de arquitetura no ano letivo de 1926-1927); obtendo o diploma de Arquitectura em 1932, após a conclusão do seu tirocínio. Visita a Exposição Internacional de Artes Decorativas e Industriais Modernas, Paris (1925), contactando com as linguagens da vanguarda da época. Entra para a Maçonaria, viaja até Paris, Espanha e Inglaterra (1926). Empenha-se nas suas primeiras propostas arquitetónicas; projeta as instalações da Câmara Municipal da Sertã (1925-27). Em 1928 realiza o projeto do stand de automóveis Rios de Oliveira, Avenida da Liberdade, Lisboa, onde começa a revelar-se a identidade da sua arquitetura.

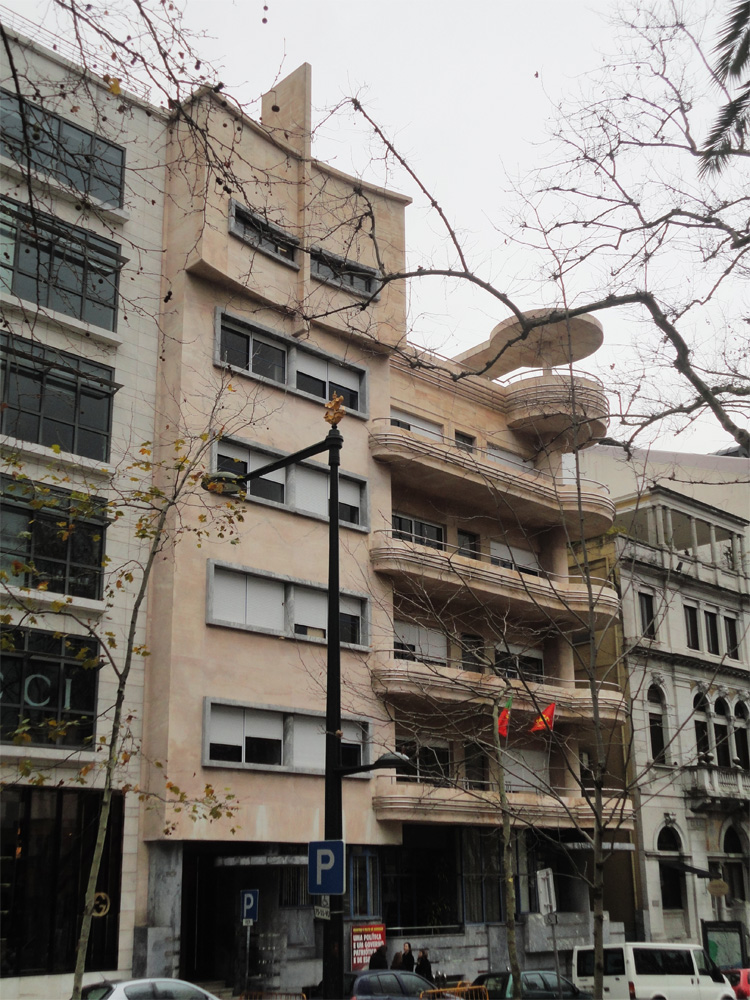
Hotel Vitória, Lisboa, 1934

A influência da Art Déco e do modernismo europeu torna-se determinante a partir do início da década de 1930. Cassiano Branco empenha-se em projetos visionários, formalmente avançados, para o desenvolvimento de uma vasta área de lazer e turismo na Costa da Caparica e para uma hipotética Cidade do Filme Português, Cascais; realiza diversos estudos para o Cineteatro Éden, Lisboa; projeta o Hotel Vitória e o Coliseu do Porto, assim como um conjunto de notáveis edifícios de habitação que irão servir de modelo para muitos prédios da década de 1930 (em alguns casos o mimetismo é tal que se torna difícil distinguir as suas obras das dos seus imitadores).
De fortes convicções políticas, opositor declarado do Estado Novo de Salazar, Cassiano Branco fica excluído das encomendas oficiais de maior estatuto e visibilidade. Participa de forma discreta na Exposição do Mundo Português (1940) e realiza projetos para barragens, mas o grosso da sua obra será para uma clientela privada. Também o seu feitio, difícil e exigente, ditará o abandono prematuro de diversos empreendimentos de grande dimensão, por divergências com clientes ou construtores. E no entanto, apesar de terem sido terminados por mão alheia, nos cinemas lisboetas Éden e Império, abandonados durante o projeto, e mais ainda no Coliseu do Porto, de que se afastou já em fase de construção, a sua autoria permanece claramente identificável, pelo que em publicações de referência todos estes edifícios lhe são atribuídos (repare-se que na década de 1990 o cineteatro Éden foi quase totalmente demolido, dele restando apenas a fachada principal, adulterada pela abertura de dois enormes vãos).
Embora a vários níveis um resistente, Cassiano Branco não foi totalmente alheio ao estilo oficial do Estado Novo (vulgarmente apelidado Português Suave), que dominou o panorama arquitetónico nacional a partir do final da década de 1930. Uma obra à qual se dedicou longamente foi o Portugal dos Pequenitos, Coimbra (1937-1962), onde evocou edifícios e tipologias arquitetónicas nacionais, numa síntese historiográfica do país à escala das crianças. Também o Grande Hotel do Luso (1940) ou o edifício da Praça de Londres (1951) revelam uma aproximação ao idioma tradicionalista então dominante. Na década de 1940 destacam-se as propostas e construção do café Cristal (1940), as várias propostas rejeitadas para a Cervejaria Portugália (1940), a proposta de um arranha-céus na Av. da Liberdade (1943), prédios de habitação na Av. António Augusto de Aguiar (1944), e os projectos não aprovados para o Cinema Império (1947-48), todos em Lisboa.
Em 1958 apoiou a candidatura do general Humberto Delgado à Presidência da República, tendo sido detido pela PIDE.
Faleceu vítima de enfarte do miocárdio a 24 de Abril de 1970, com 72 anos, na freguesia de S. Mamede, em Lisboa, onde residia na Travessa da Fábrica das Sedas, n.º 7, R/C. Foi sepultado no Cemitério do Alto de São João.

## Alguns projetos e obras[6]
- 1928-30 – Mercado Municipal de Santarém.
- 1925-33 – Paços do Concelho da Sertã, Sertã.
- 1928 – Stand de automóveis Rios de Oliveira, Avenida da Liberdade, Lisboa (demolido).
- 1929 – Primeiras propostas para o Cineteatro Éden, Lisboa.
- 1930 – Segundo projeto para o Cineteatro Éden | Projeto de urbanização para a Costa da Caparica (não construído) | Projeto para uma Cidade do Filme Português (não construída).
- 1931-32 – Terceiro projeto para o Cineteatro Éden.
- 1933 – Quiosque-esplanada Café Palladium, Praça dos Restauradores, Lisboa (demolido).
- 1933-36 – Diversos prédios e moradias em Lisboa (Av. Álvares Cabral; Av. António José de Almeida, nº 10, 14, 16, 24; etc.).
- 1934 – Hotel Vitória, Avenida da Liberdade, Lisboa (atual Centro de Trabalho "Vitória", PCP).
- 1937 – Barragem do Rio Ponsul, Idanha-a-Nova | Barragem do Vale do Gaio, Estremadura | Prédios na Av. Defensores de Chaves, na Rua Nova de S. Mamede, etc.
- 1937-62 – Portugal dos Pequenitos, Coimbra.
- 1938 – Estação Terminal do Caminho‐de‐Ferro de Benguela (no Lobito) e Projeto do Grande Hotel do Luso.
- 1939 – Coliseu do Porto, Rua Passos Manuel, Porto.
- 1940 – Plano de urbanização, Exposição do Mundo Português, Lisboa | Grande Hotel do Luso.
- 1941 – Junta Nacional do Vinho, Rua Mouzinho da Silveira, 5, Lisboa.
- 1942 – Hotel Britania antigo Hotel do Império, Rua Rodrigues Sampaio, 17, Lisboa
- 1943 – Proposta de um arranha-céus na Avenida da Liberdade, Lisboa.
- 1947-48 – Primeiros estudos e projetos para o Cinema Império, Lisboa.
- 1951 – Prédio na Praça de Londres, Lisboa.
- 1958 – Proposta para uma ponte sobre o Tejo (não aprovada).

### Cine-teatro Éden

2ª proposta (não construída), 1930
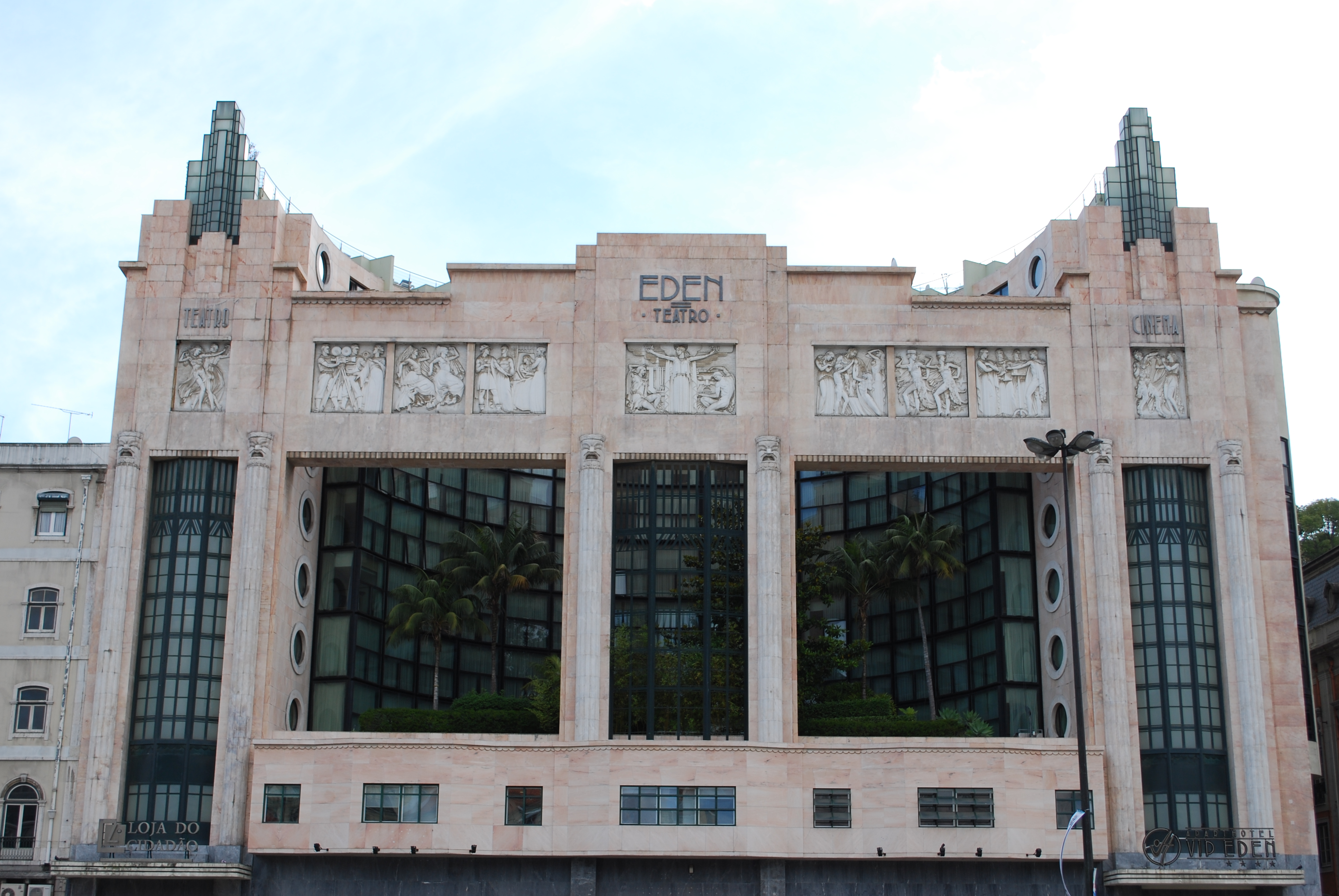
2009
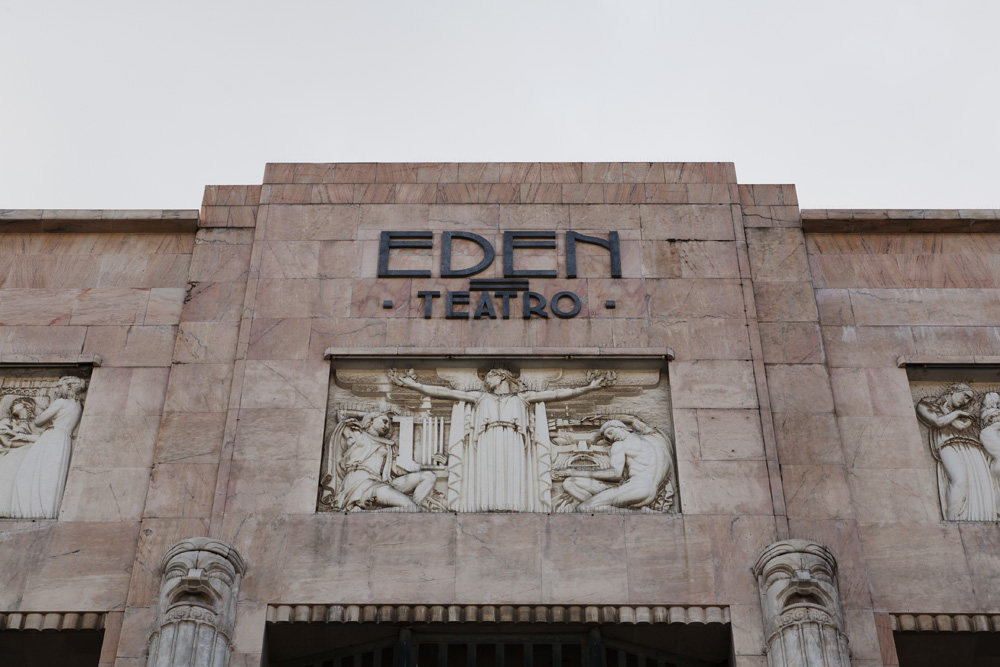
2012
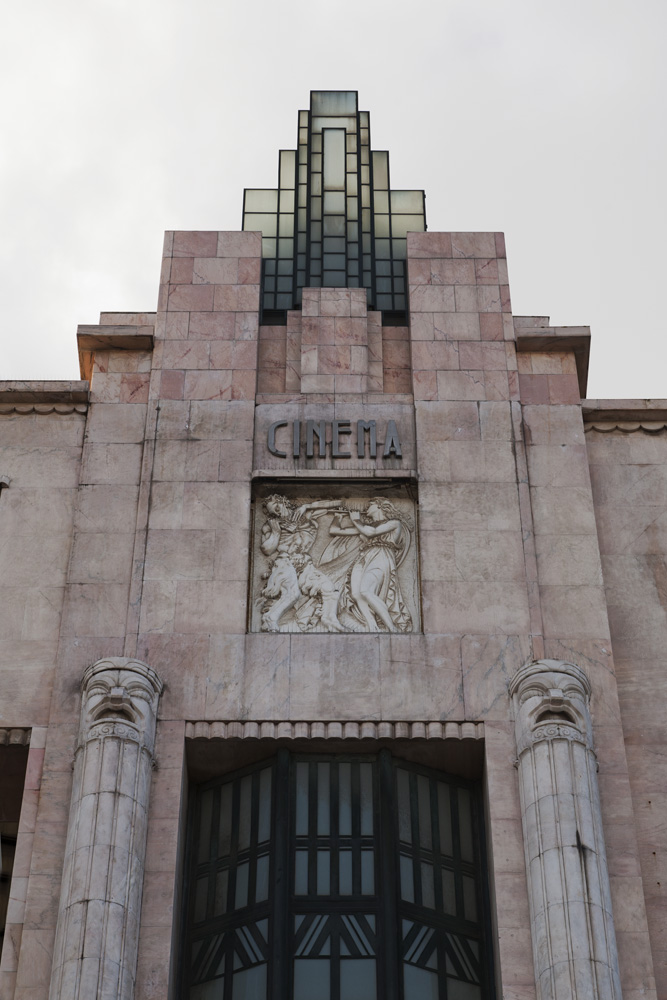
2012

### Hotel Vitória
O Hotel Victória é uma edificação modernista projetada por Cassiano Branco em 1934. Esta obra joga ritmadamente a horizontalidade das aberturas e volumes rectos com os volumes circulares das varandas. No exterior há uma intenção de lhe conferir um aspecto mais nobre pelo emprego de revestimentos em mármore e aplicações metálicas que se repetem nas varandas.

#### História
O Hotel Victória está classificado como edifício de interesse público. Coincidindo com a renovação da cidade de Lisboa que ocorreu ao longo da década de 1930 e na qual Cassiano Branco teve importante papel, o Hotel Victória articula referências modernistas europeias com alusões ao estilo decorativo Art Deco. Situa-se na Avenida da Liberdade e foi uma das obras mais relevantes concebidas por este arquiteto, tornando-se numa obra de referência da arquitetura portuguesa da época. Com o passar do tempo surgiram novas construções na Avenida da Liberdade e o edifício foi ameaçado de demolição, o que representaria uma perda irreparável para o património arquitectónico da Cidade e do País. Foi graças a intervenção do Instituto Português do Património Cultural que, apontando razões históricas e arquitectónicas, se decidiu que este seria um imóvel a preservar. O Hotel Victória foi projetado, numa primeira fase, como uma unidade hoteleira com cerca de 60 quartos, tendo Cassiano Branco optado, na sua construção, pelo betão armado.
A inauguração teve lugar em 1936 e, três anos mais tarde, eclodia a 2ª Guerra Mundial (o Hotel Victória iria tornar-se em ponto de encontro de espiões franquistas e nazis). Em 1945 continuava em funcionamento como um dos hotéis mais conhecidos de Lisboa, mas sofria a concorrência de outros mais modernos e confortáveis. Encerrou em meados da década de 1960, ficando ao abandono até 1975, ano em que o Partido Comunista Português (PCP) o alugou para aí instalar o Centro de Trabalho Vitória. Depois de ter sido alvo de um atentado bombista, em 1976, foram tomadas medidas de segurança que alteram a leitura do piso térreo. Em 1984, o PCP adquiriu o edifício com o apoio de uma recolha de fundos, e foi realizada a primeira acção de recuperação e restauro do edifício, com adaptação dos quartos a gabinetes de trabalhos e anulação das casas de banho privadas, reconstrução da pérgola no terraço (que ruiu no sismo de 1969), reposição da pala original sobre a entrada e limpeza e recuperação da fachada, incluindo as caixilharias, que se encontravam em estado avançado de degradação. Em 1994 realizou-se mais uma acção de recuperação: todo o revestimento em pedra da fachada foi limpo e reposto nas zonas em que existiam falhas com pedra proveniente das pedreiras de origem, substituindo-se os tubos cromados decorativos e das guardas das varandas, irrecuperavelmente oxidados, por tubos de aço polido com desenho e secção idêntica à original; foi efetuada uma recuperação e reorganização extensiva dos espaços do piso térreo.

#### Características
A fachada possui aproximadamente 16,50 metros e é revestida a mármore, dando grande protagonismo ao Hotel Victória. Formada por dois corpos, um vertical de aparência maciça, e um outro horizontal, com balcões corridos, guarnecidos com tubos metálicos, estes produzem um contraste com uma quebra de ritmo acentuada à verticalidade da primeira face á horizontalidade do segundo. A tensão criada pelos dois é acentuada pela presença do pilar que se destaca da superfície da fachada, e serve de eixo de rotação para o remate circular das varandas. A pérgola do terraço contribui para definir a leitura da sequência das varandas circulares como um volume em si, que serve de contraponto ao torreão. A fachada traduz a capacidade de estabelecer uma relação de equilíbrio instável exterior-interior.
O piso térreo, tratado com particular acentuação dinâmica de um jogo de planos e volume, garantindo por um lado, uma sólida relação com o solo, e por outro, respondendo á necessidade de contrariar o efeito que a inclinação da Avenida levantava, um problema de escada. Segundo o projecto, o edifício dispunha de um bar, uma sala para visitas, uma sala de jantar e duas copas no rés-do-chão. Nos pisos superiores, havia 14 quartos por piso, com corredores de circulação longitudinal abertos para a fachada principal e para a fachada tardoz, sendo que nos pisos inferiores, contava com a área de serviço, destinadas a apoiar todo o hotel.

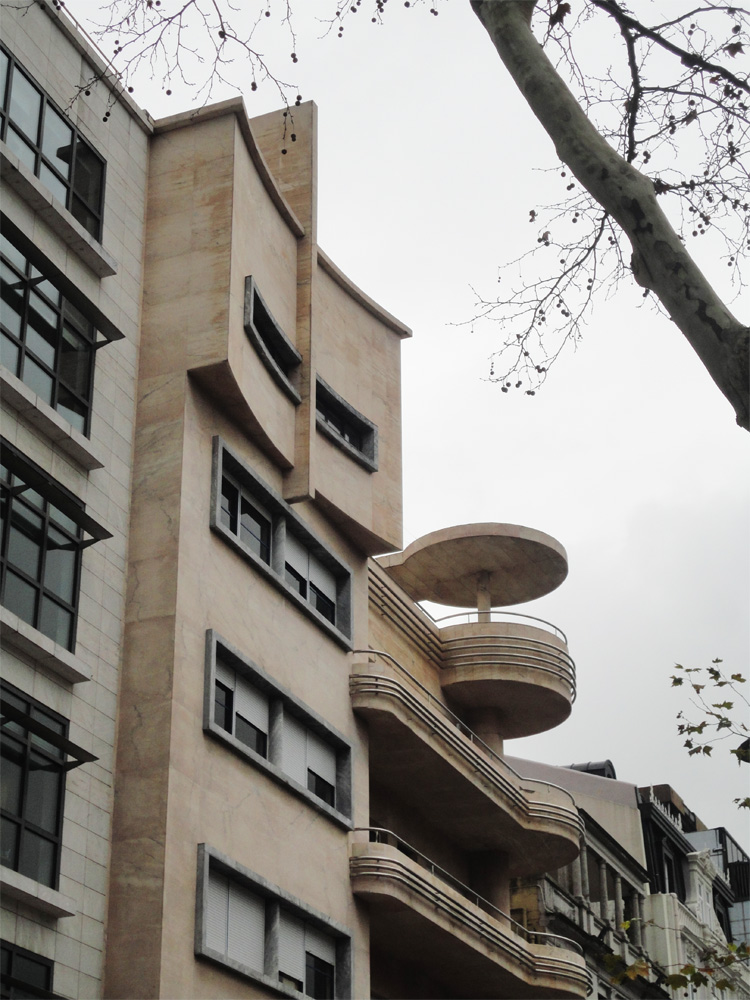
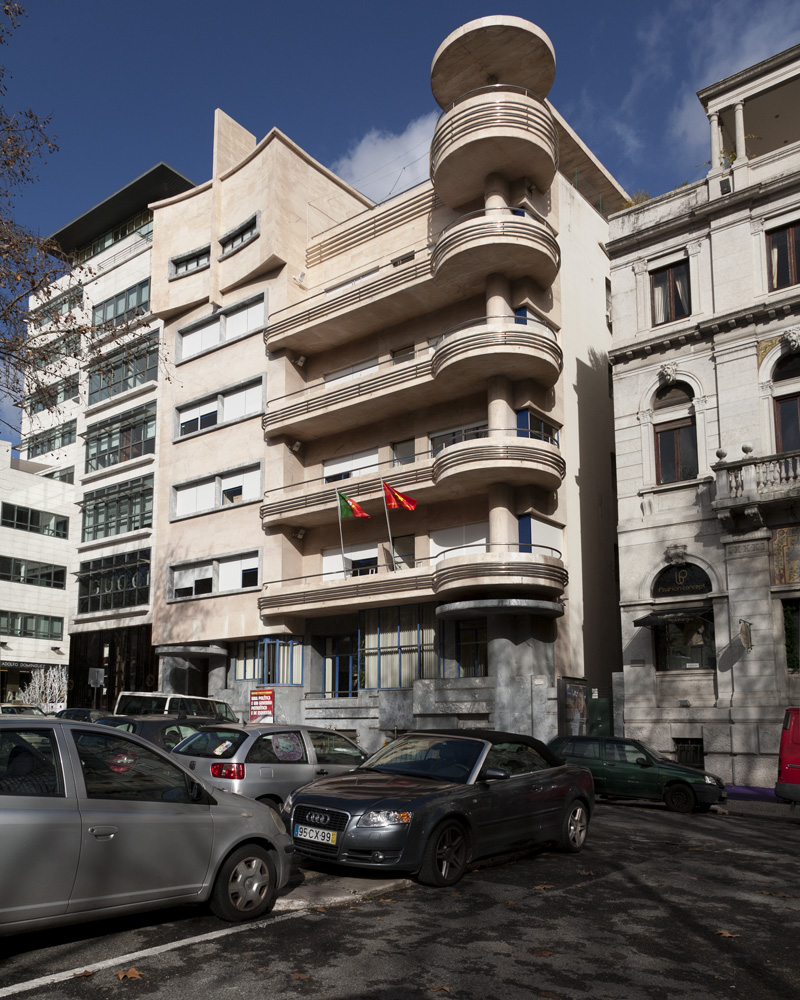
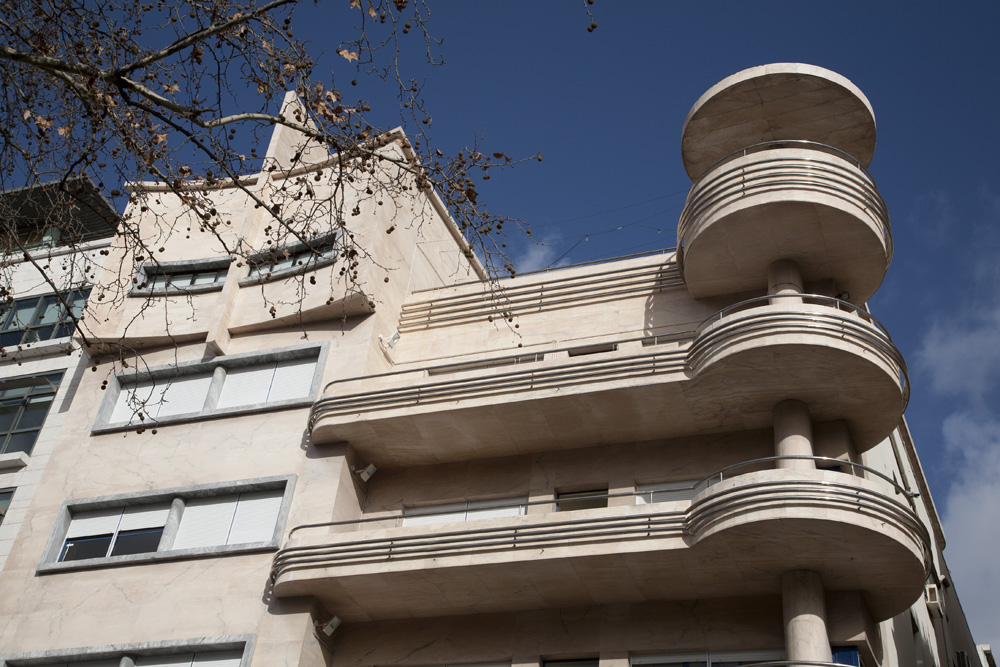
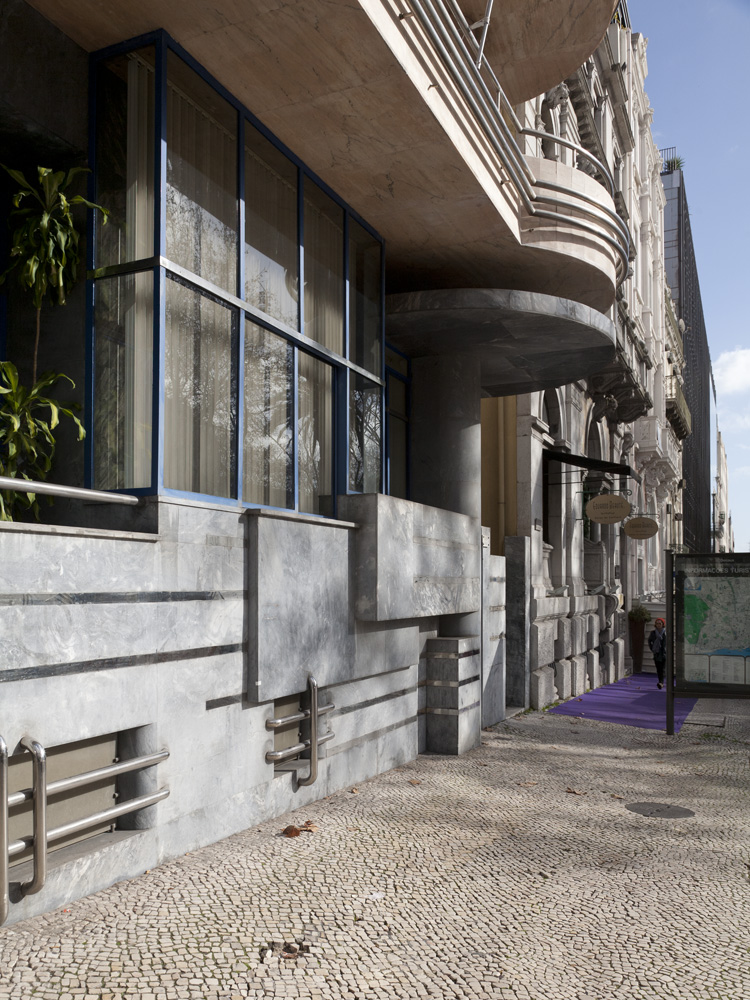

#### Cinema Império

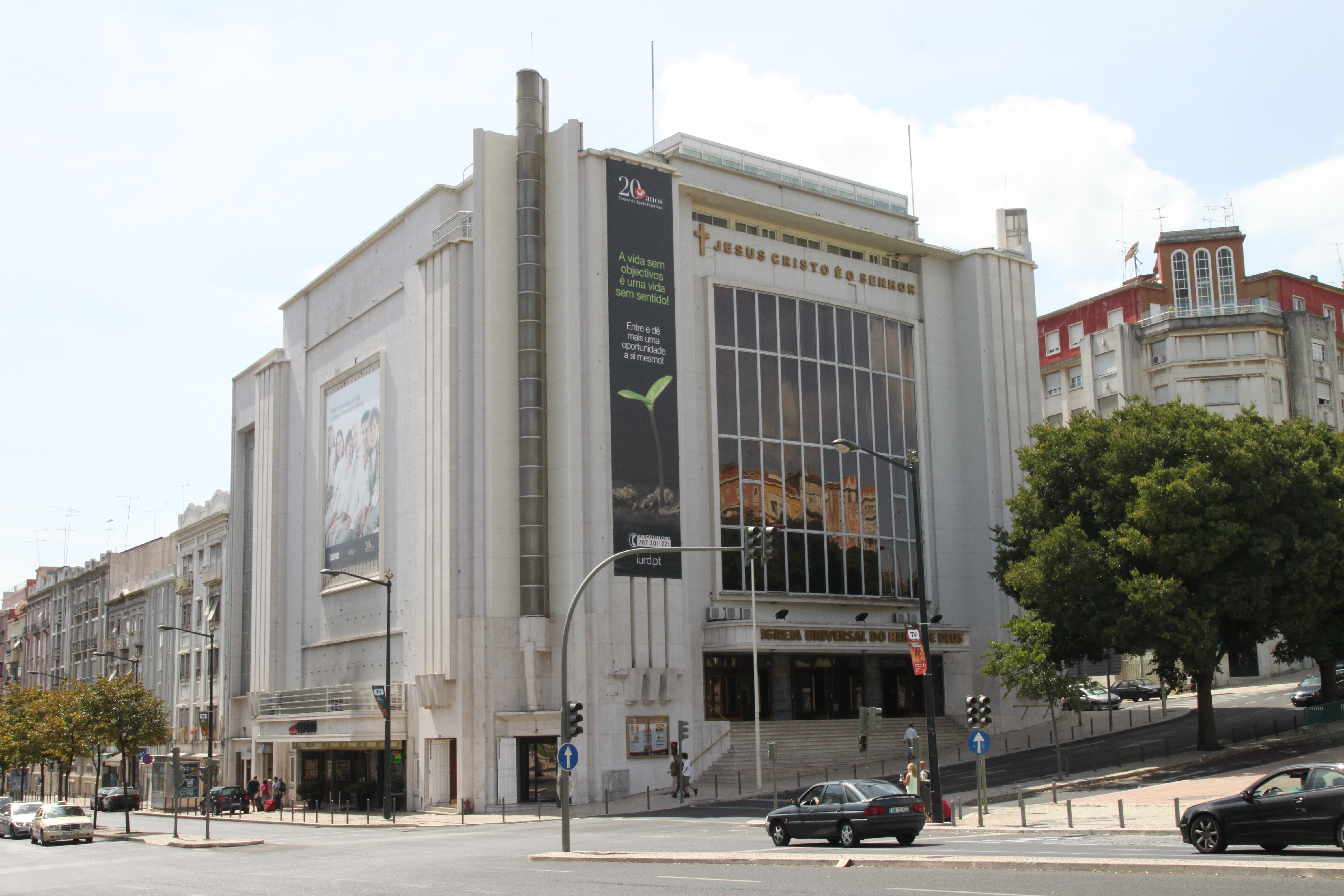
2011

#### Edifícios de habitação e/ou escritórios

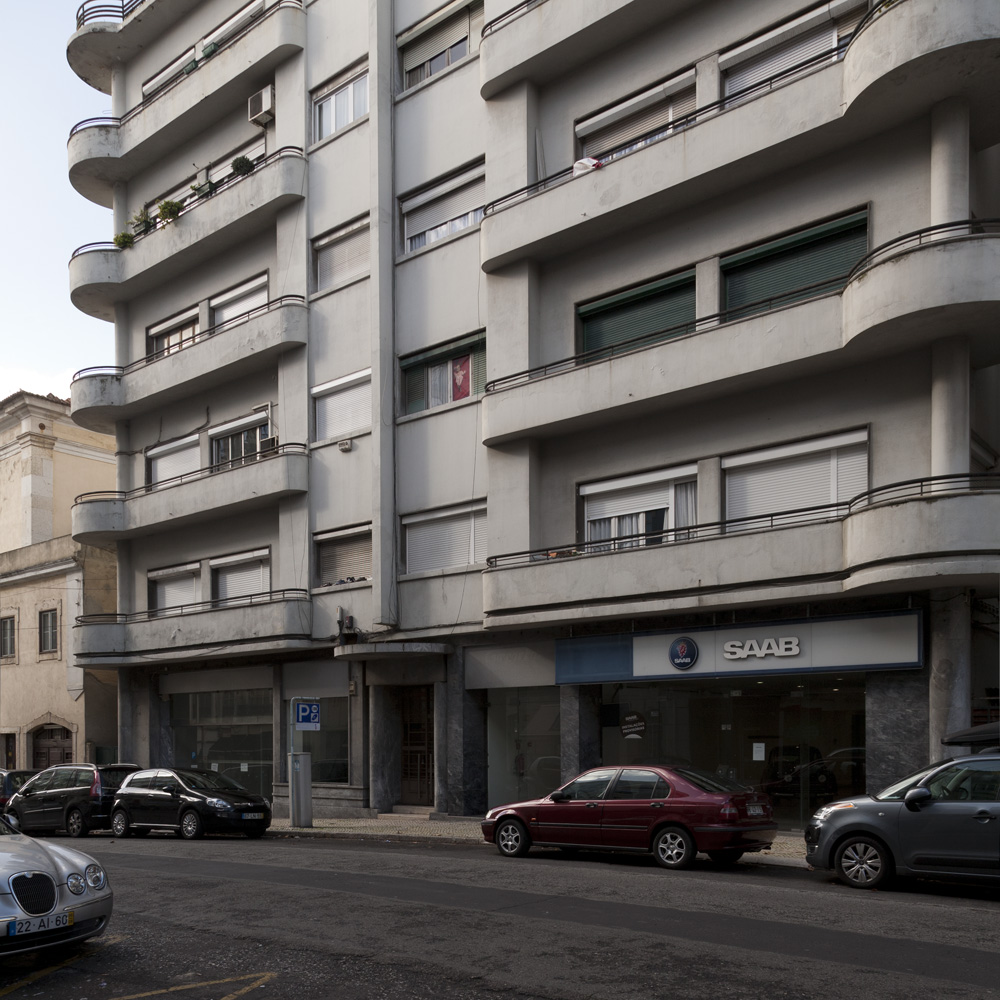
Rua de S. Mamede, Lisboa
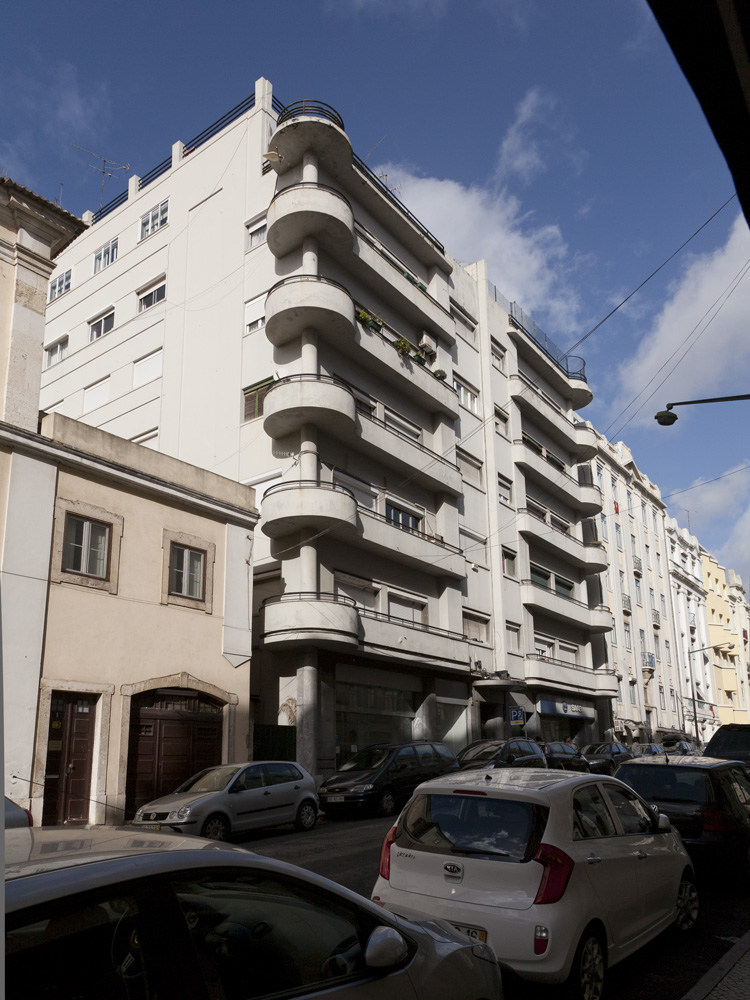
Rua de S. Mamede, Lisboa
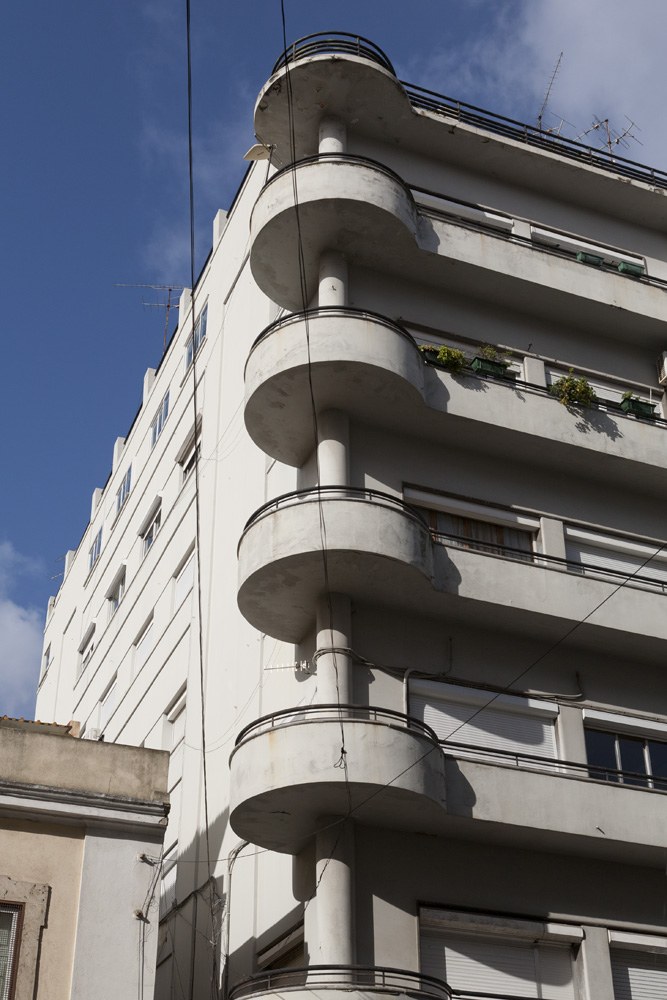
Rua de S. Mamede, Lisboa
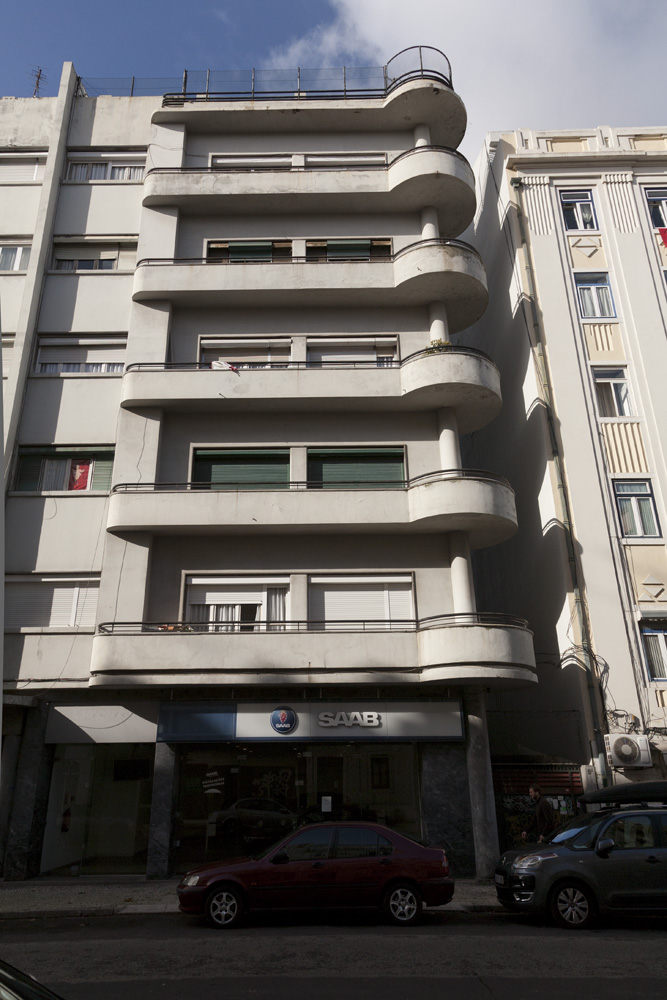
Rua de S. Mamede, Lisboa
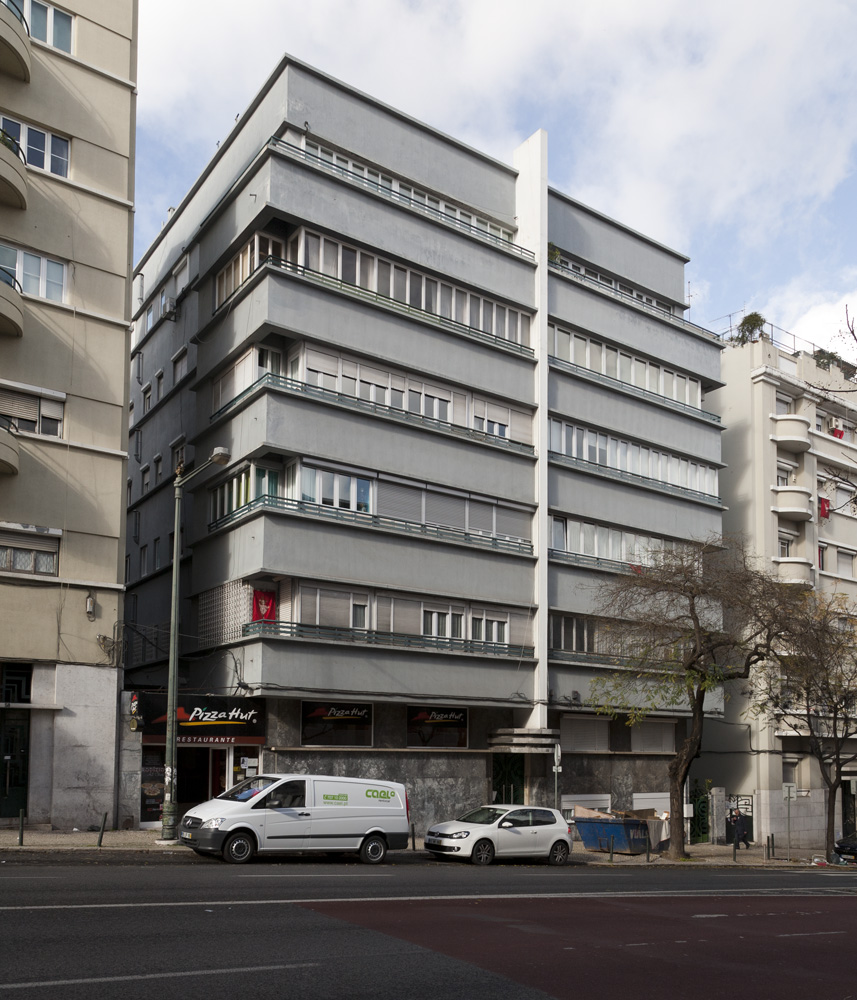
Av. Álvares Cabral, Lisboa
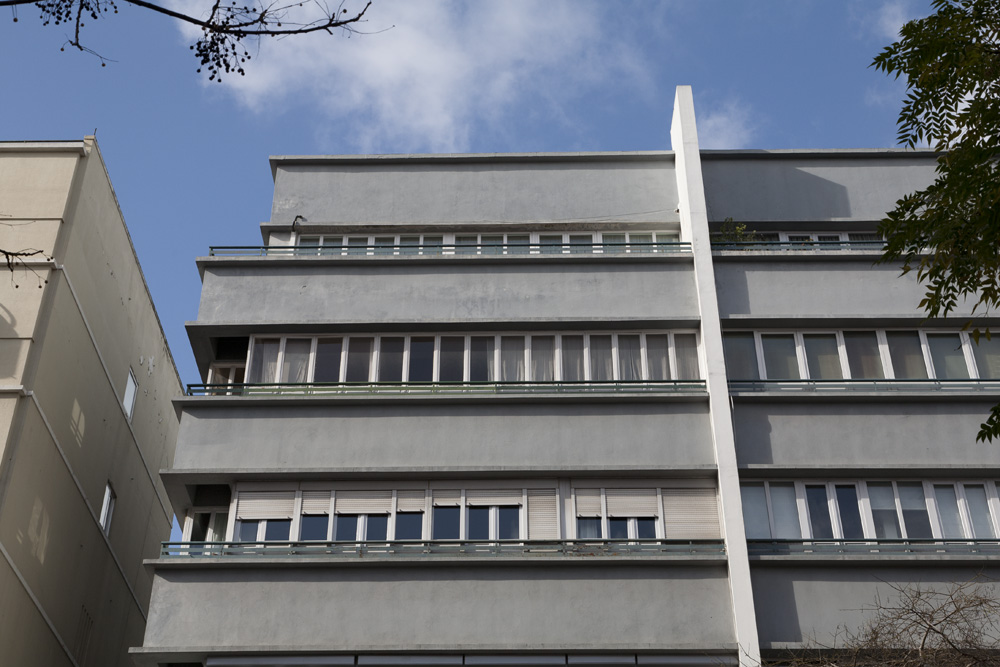
Av. Álvares Cabral, Lisboa
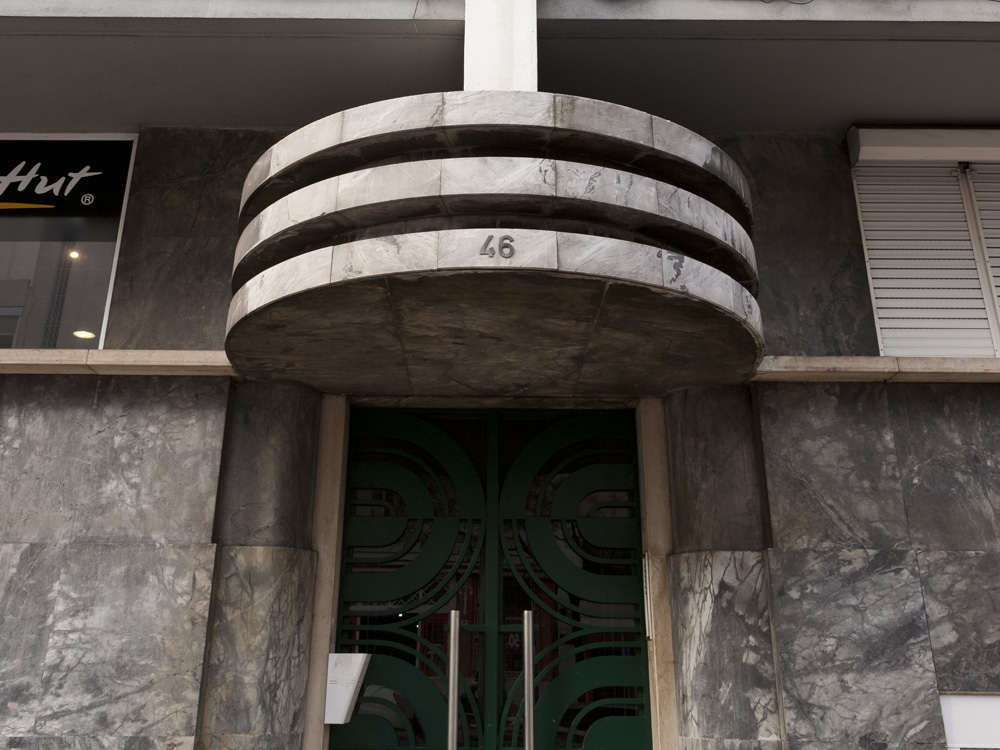
Av. Álvares Cabral, Lisboa
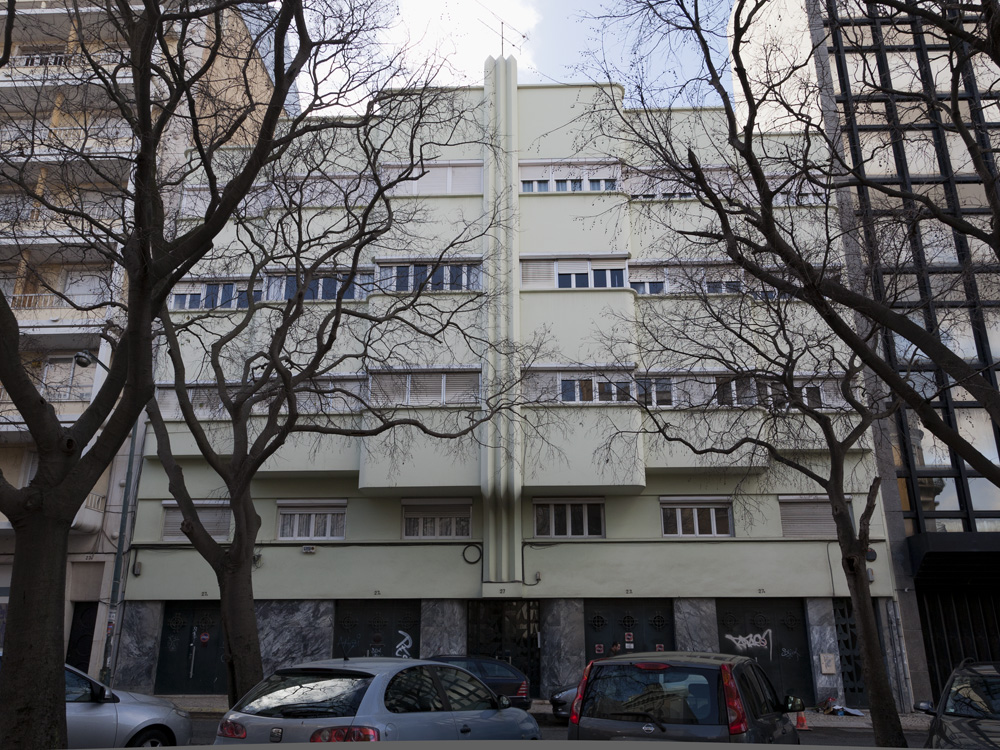
Avenida dos Defensores de Chaves, Lisboa
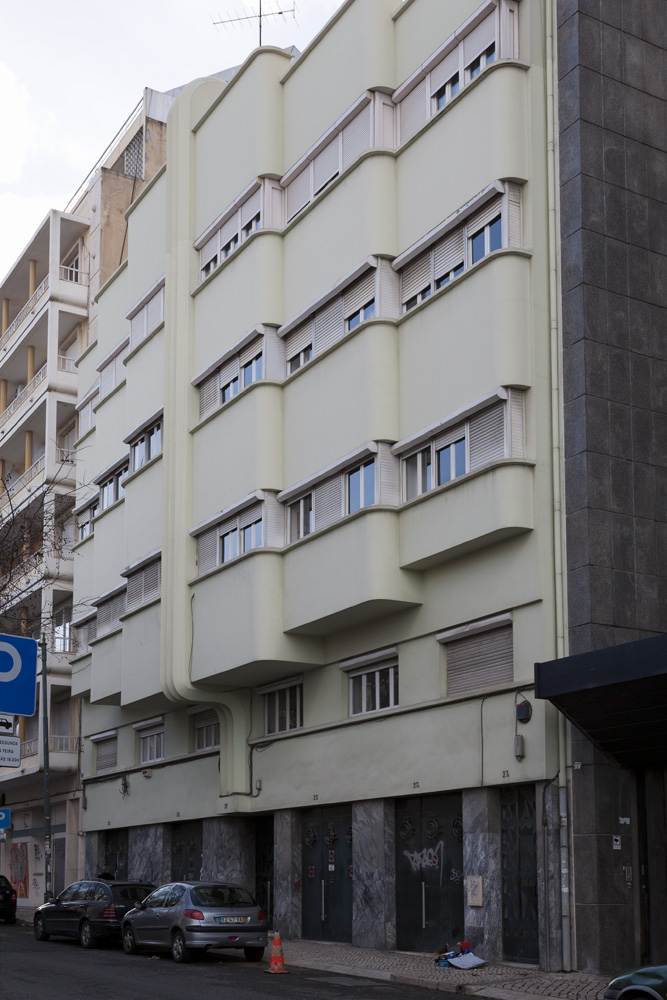
Avenida dos Defensores de Chaves, Lisboa
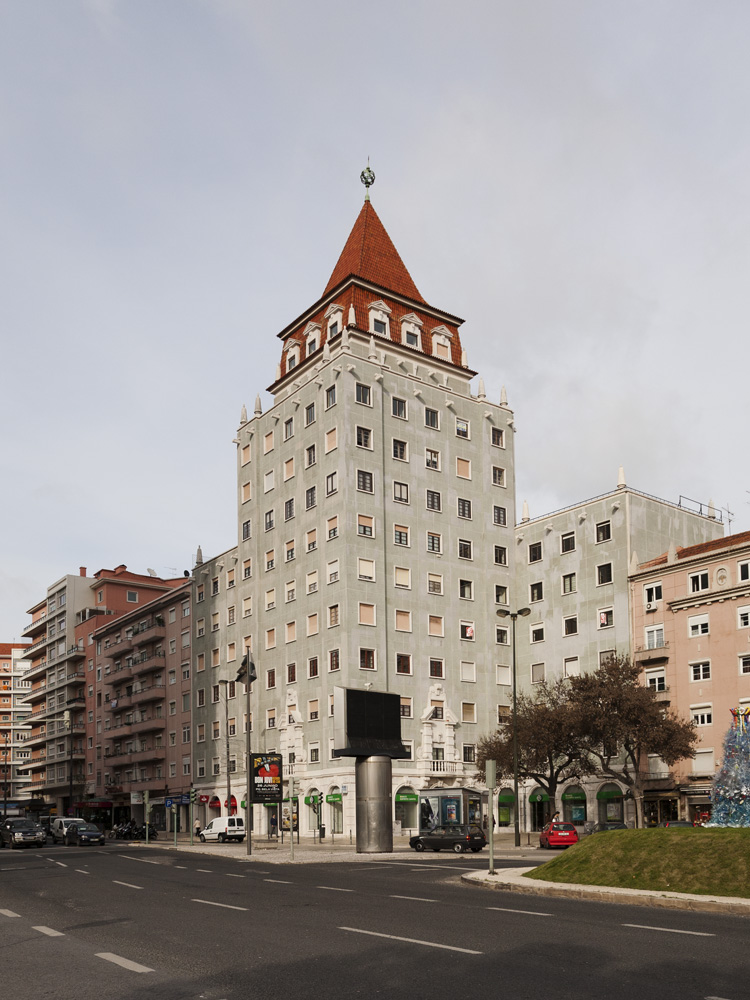
Praça de Londres, Lisboa
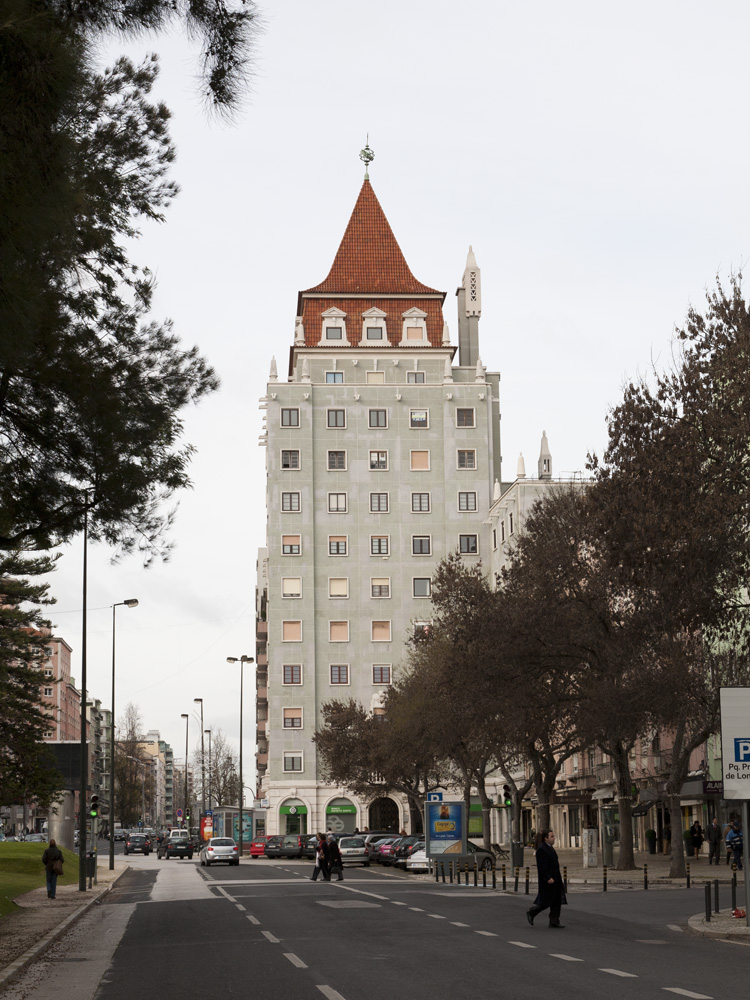
Praça de Londres, Lisboa

#### Portugal dos Pequenitos

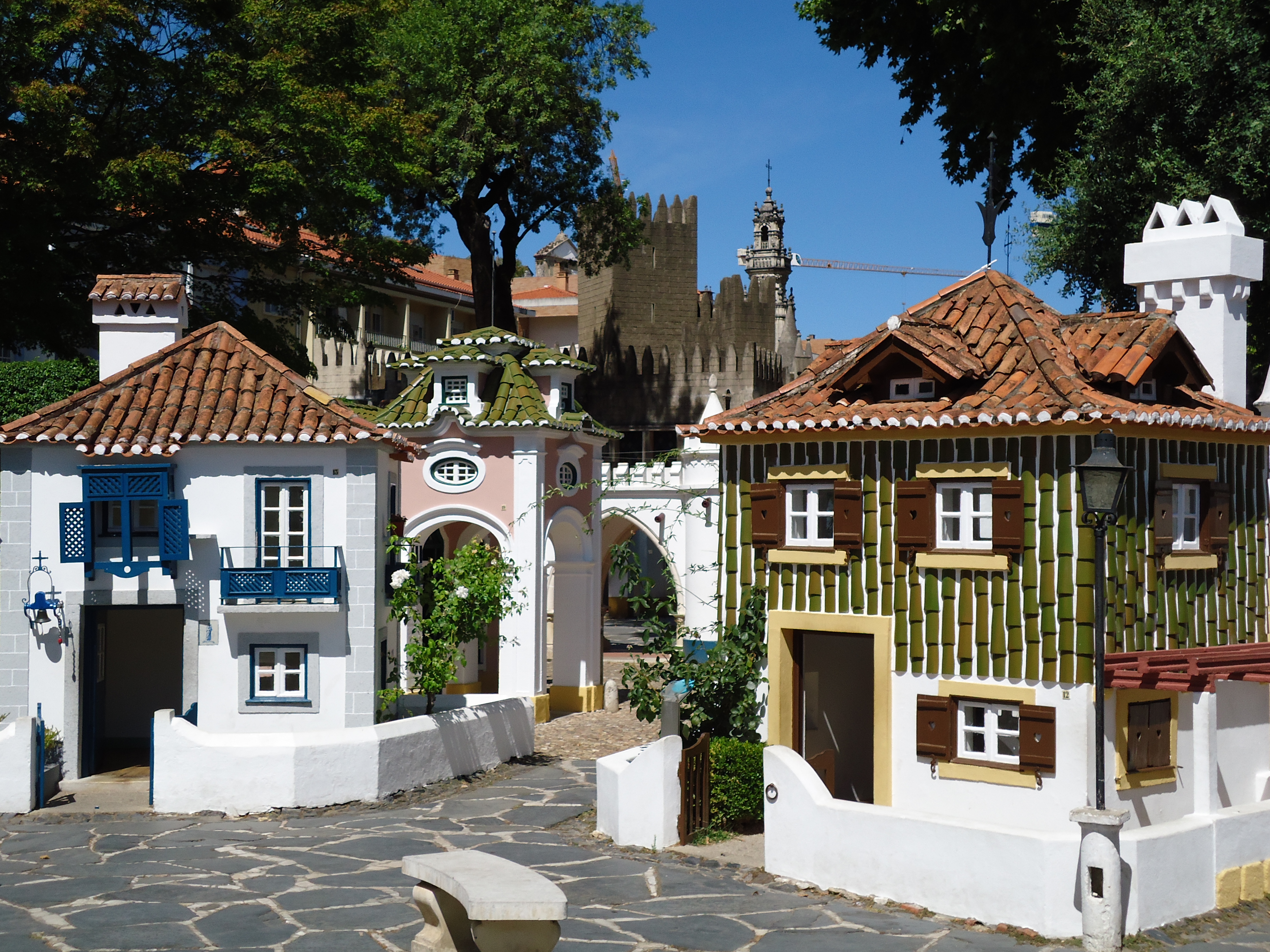
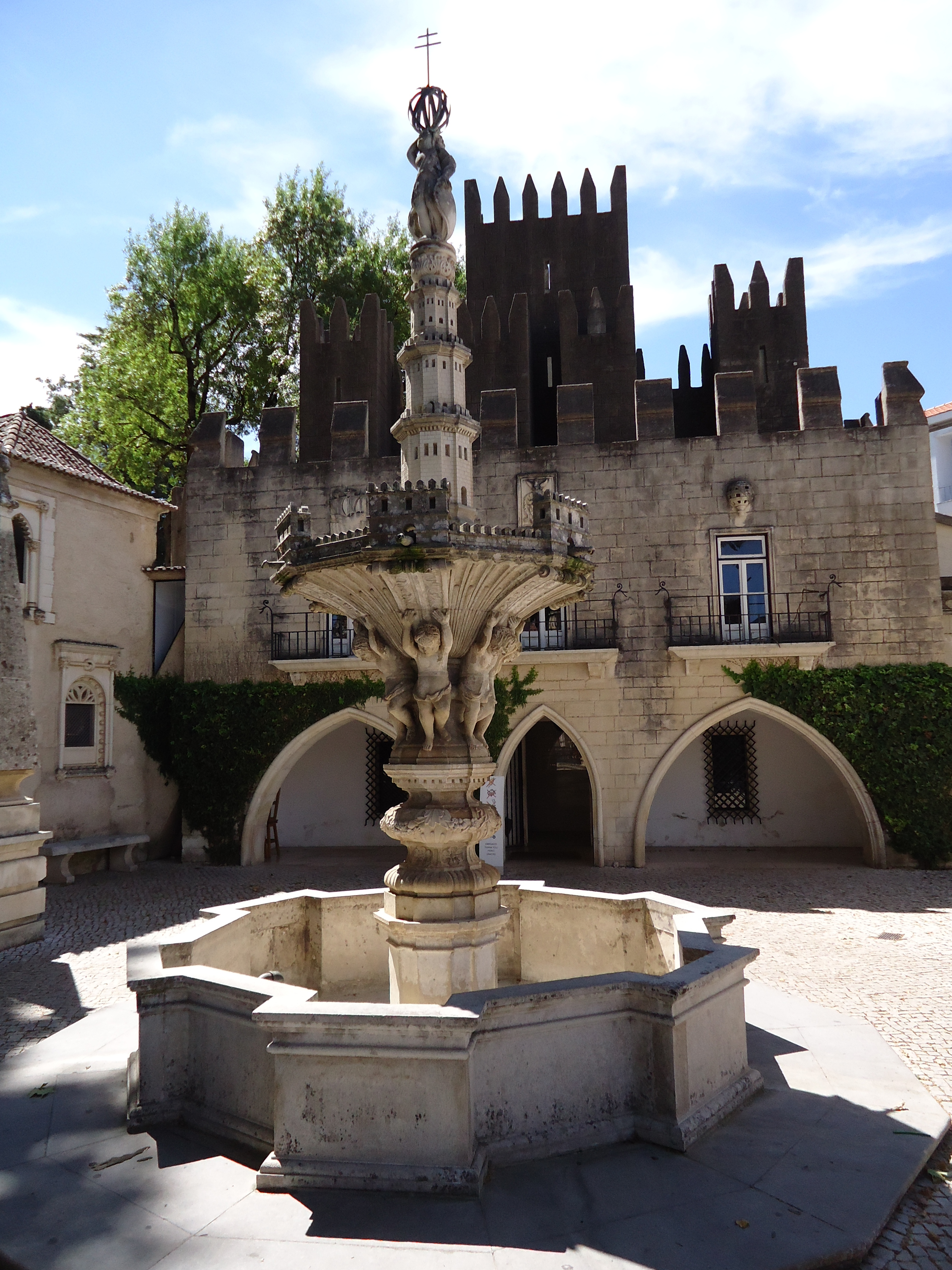

#### Coliseu do Porto

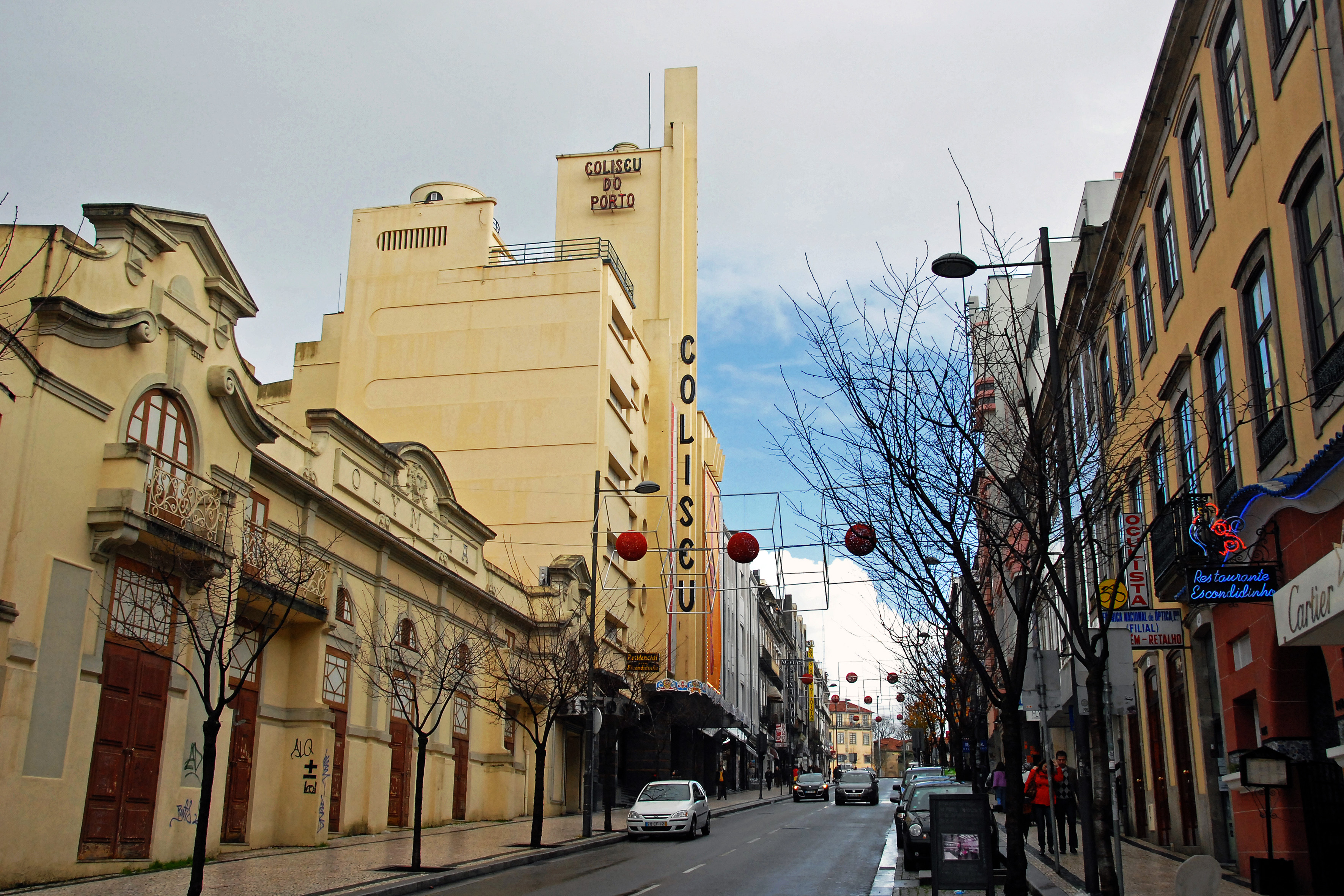
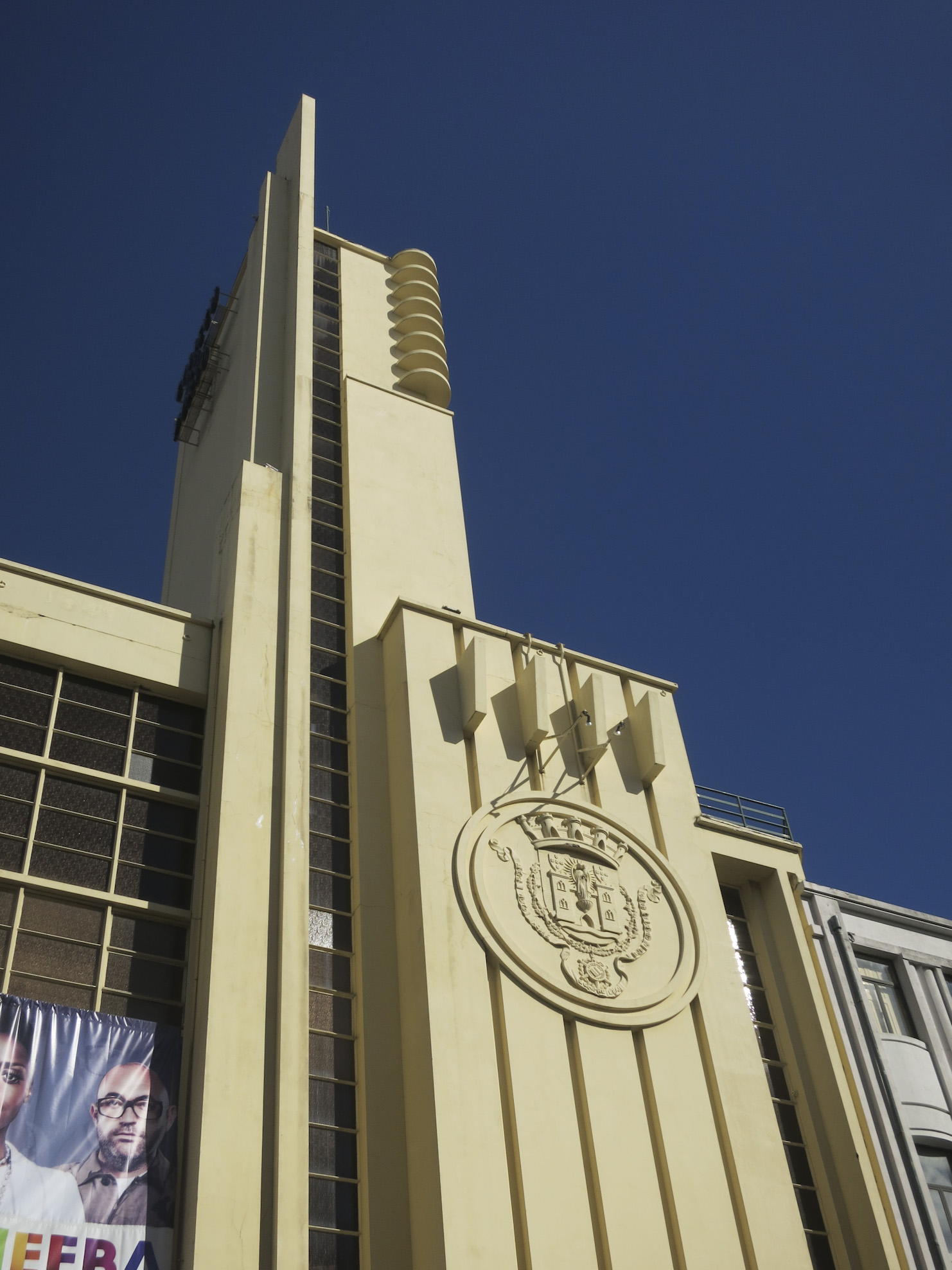
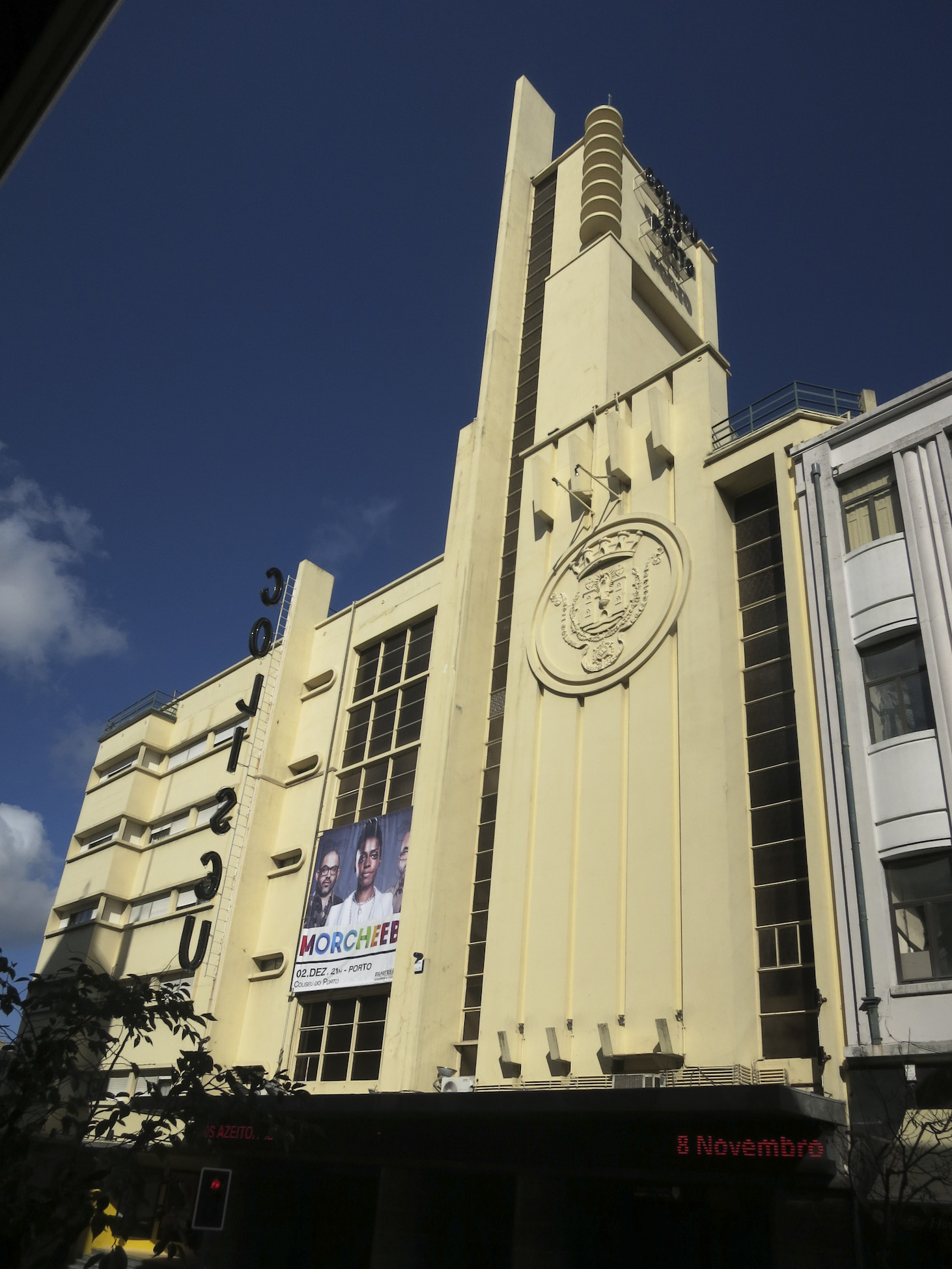
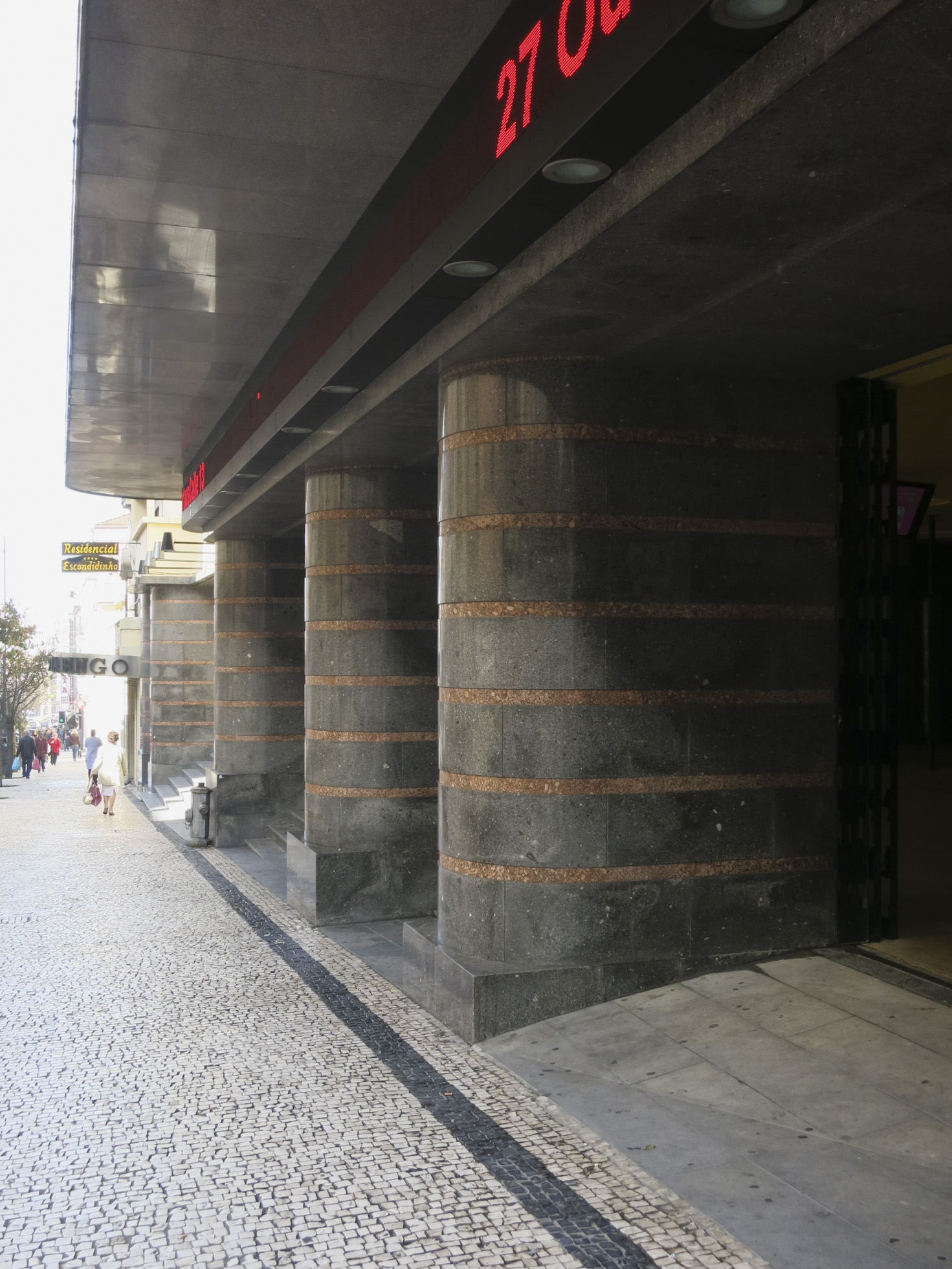

#### Grande Hotel do Luso

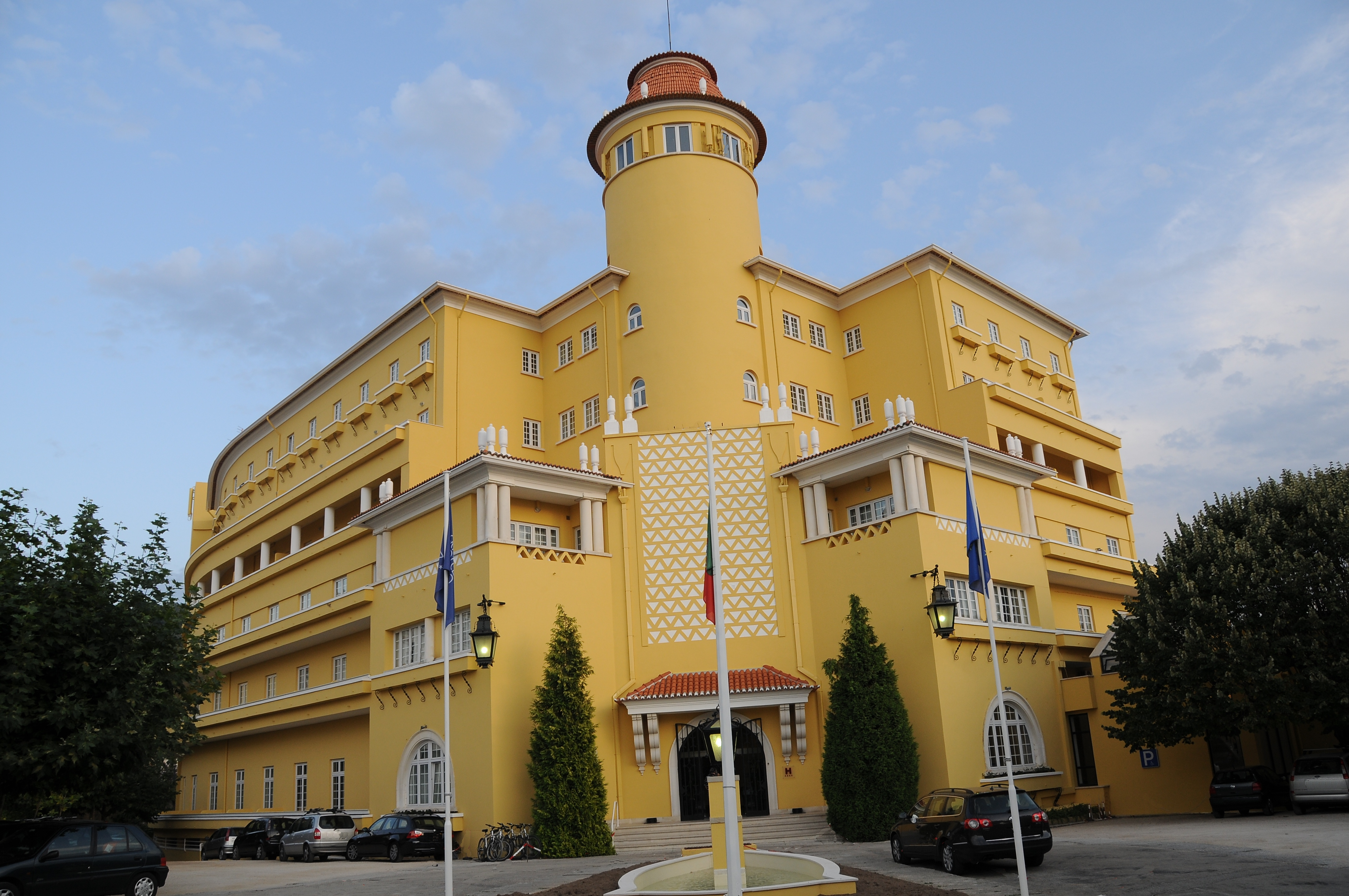
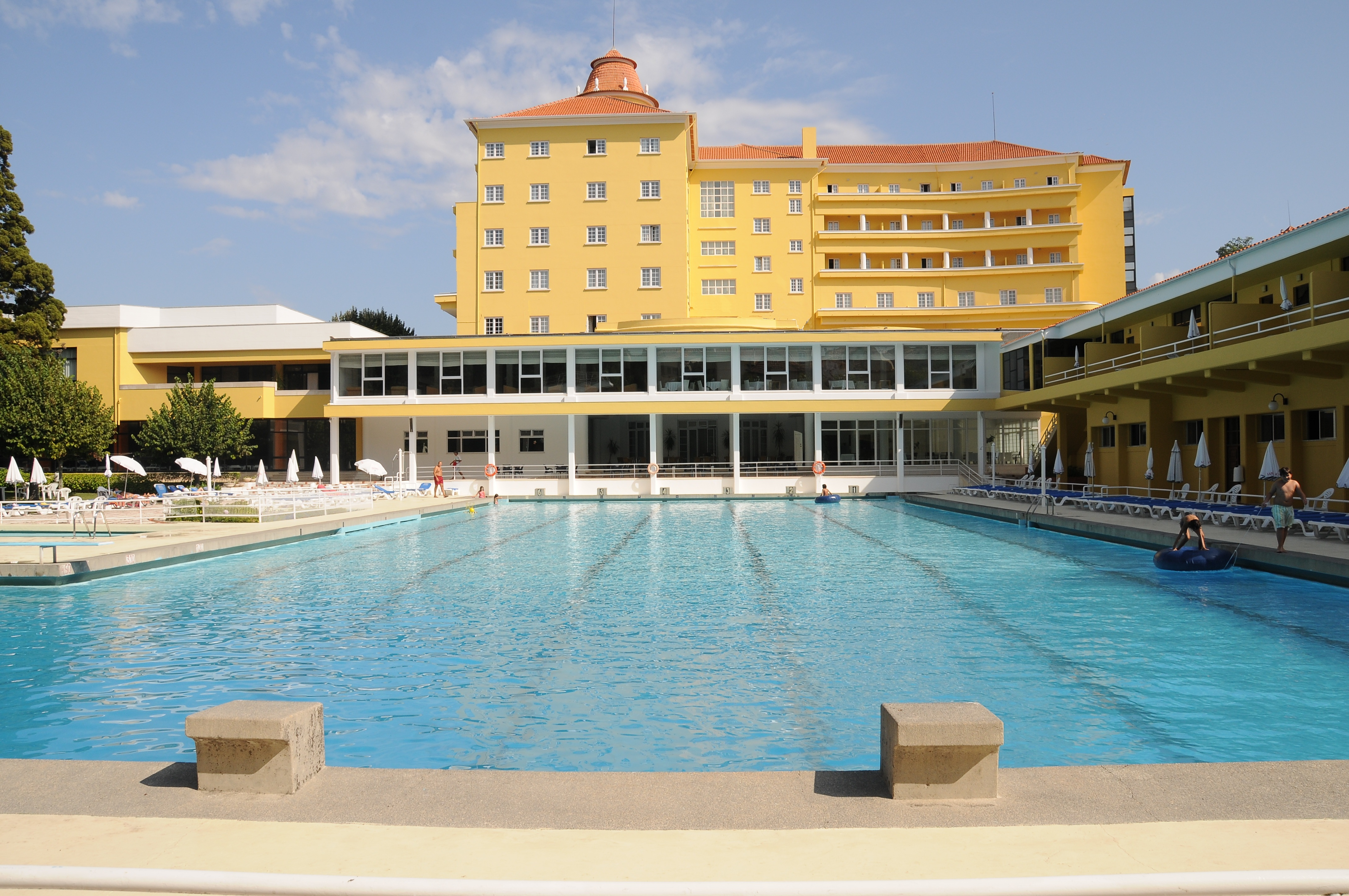

#### Junta Nacional do Vinho

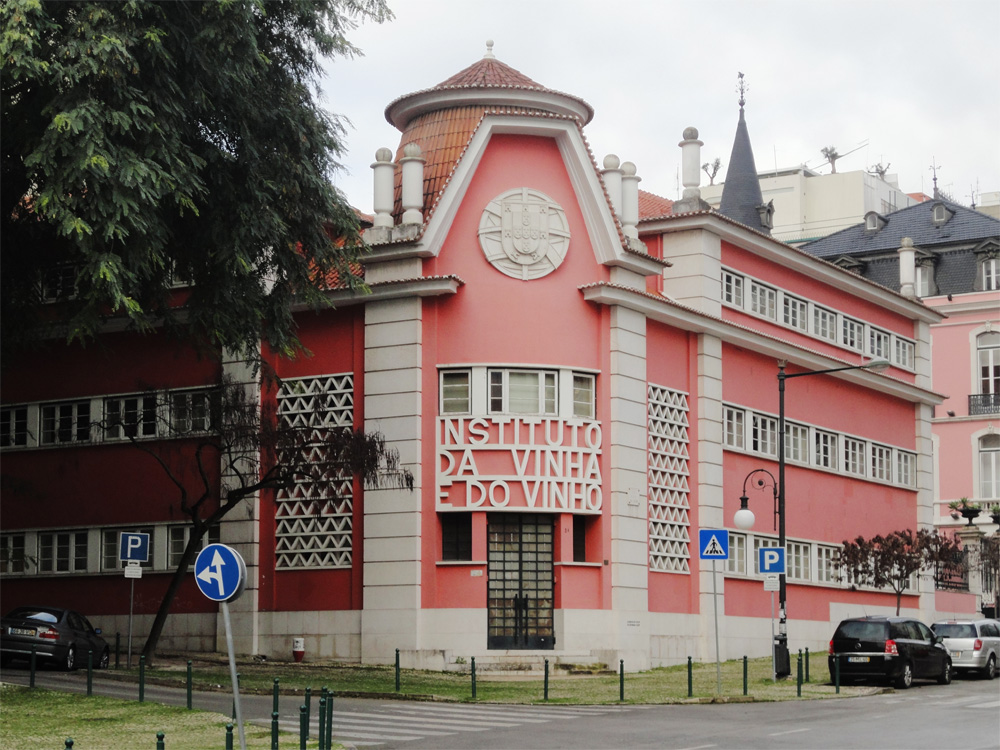